# Jazīreh-ye ‘Alī Yūsef
Jazīreh-ye ‘Alī Yūsef (persiska: جزیره علی یوسف, Jazīreh-ye Manak) är en ö i Iran.   Den ligger i provinsen Fars, i den centrala delen av landet, 700 km söder om huvudstaden Teheran.